# Portland Township (comté de Cerro Gordo, Iowa)
Portland Township est un township, du comté de Cerro Gordo en Iowa, aux États-Unis,.

## Source de la traduction
- (en) Cet article est partiellement ou en totalité issu de l’article de Wikipédia en anglais intitulé « Portland Township, Cerro Gordo County, Iowa » (voir la liste des auteurs).